# Smyczykowate
Smyczykowate (Alydidae) – rodzina owadów z podrzędu pluskwiaków różnoskrzydłych.

## Opis
Ciało wydłużone, 10–14 mm długości, czarnobrązowe, pokryte licznymi włoskami. Głowa trójkątna, z wypukłymi, okrągłymi oczami. Przedplecze podłużne - prostokątne lub trapezoidalne. Tarczka trójkątna, gładka.

## Biologia i ekologia

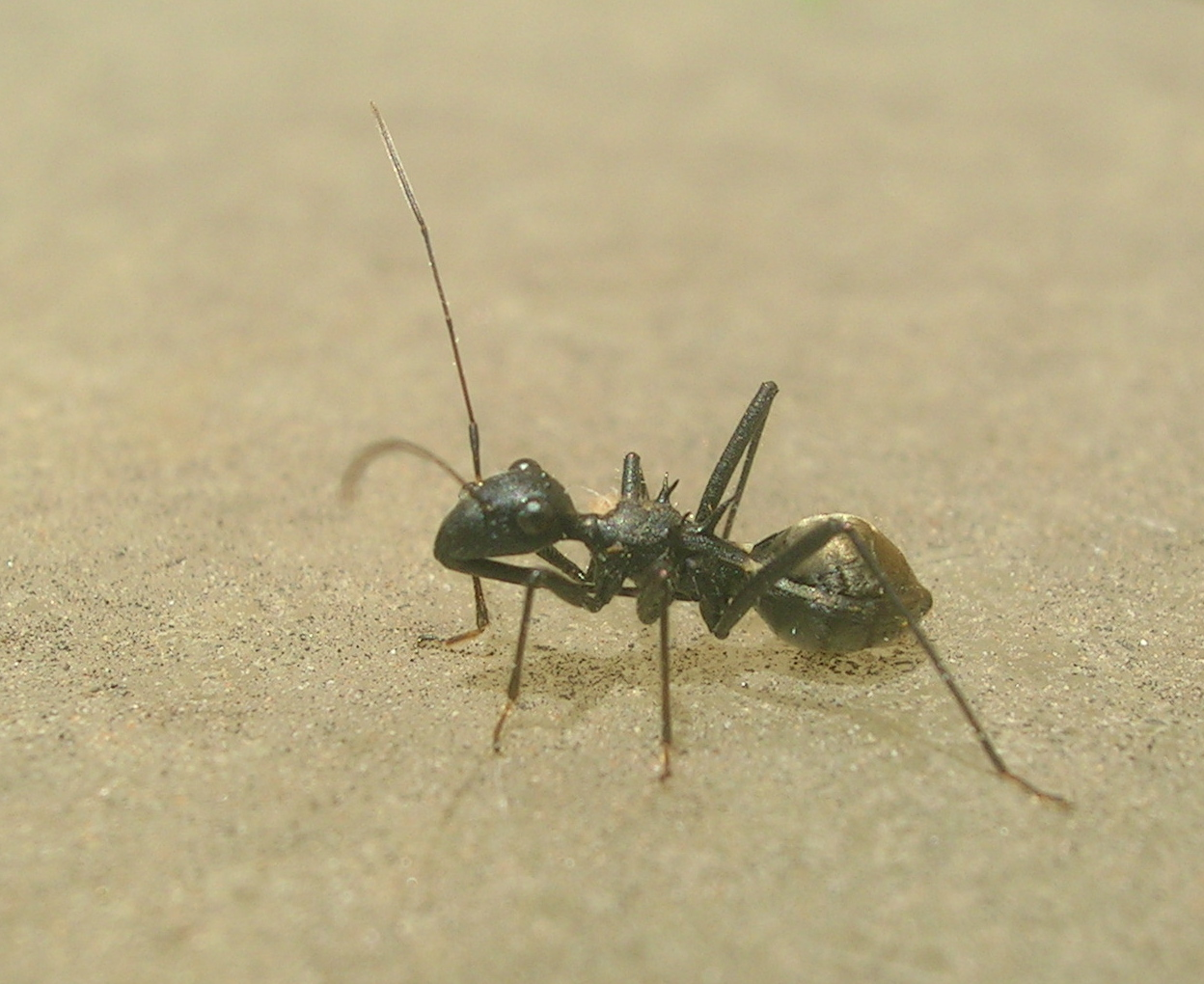
Mrówkopodobny Dulichius inflatus

W strefie klimatu umiarkowanego preferują siedliska otwarte, suche (nasypy kolejowe, murawy ksereotermiczne), często w zbiorowiskach ruderalnych.
Larwy i osobniki dorosłe, które niekiedy mają zredukowane skrzydła, niektórych gatunków, jak np.: Dulichius inflatus and Hyalymenus spp. upodabniają się do mrówek (mimikra) i pasożytują wewnątrz mrowisk.

## Rozprzestrzenienie
Na świecie opisano ok. 250 gatunków, zgrupowanych w dwóch podrodzinach i ok. 50 rodzajach. W Palearktyce stwierdzono ok. 70 gatunków w 26 rodzajach, z czego w Polsce 2: Smyczyk mrówkownik (Alydus calcaratus) i Megalotomus junceus.

## Systematyka
Schaefer (2004) dzieli Alydidae na dwie podrodziny:
- Alydinae Amyot & Serville, 1843
  - Alydini
  - Daclerini
- Micrelytrinae Stål, 1867
  - Micrelytrini Stål, 1867
  - Leptocorisini Stål, 1870

Do 1965 rodzina Alydidae była często umieszczana w randze podrodziny w Coreidae Leach, 1815.